# Hans-Jürgen Himmelmann
Hans-Jürgen Himmelmann (* 30. Januar 1938) ist ein ehemaliger deutscher Fußballspieler, der in der ersten Saison (1963/64) der neu geschaffenen zweitklassigen Regionalliga als Stürmer von Borussia Fulda 31 Punktspiele absolviert und dabei neun Tore erzielt hat.

## Karriere

### Vereine
Bis zur Runde 1962/63 spielte Hans-Jürgen Himmelmann, er war in der Jugend von SpVgg 1900 Gießen ausgebildet worden, beim VfB 1900 Gießen in der 1. Amateurliga Hessen. In der Universitätsstadt an der Lahn spielte der Fußball aber keine dominierende Rolle. Der Fusionsverein VfB 1900 Gießen gewann unter Trainer Willibald Kreß ausgerechnet 1962/63 vor dem SV Wiesbaden den Meistertitel in Hessen, als durch die Neugliederung der Klassen – Fußball-Bundesliga und fünf Regionalligen zur Runde 1963/64 – kein Aufstieg möglich war. Der Studentennationalspieler Himmelmann nahm 1963 das Angebot von Borussia Fulda, die sich für die Regionalliga Süd qualifiziert hatten, an und wechselte in die Domstadt.
Am 4. August 1963 (1. Spieltag) gewann er mit Borussia Fulda mit dem 1:1-Remis beim ESV Ingolstadt-Ringsee den ersten Punkt in der Regionalliga Süd, wobei er in der 36. Minute den Ausgleichstreffer erzielte. Am 18. August (3. Spieltag) gelang den Mannen um Torhüter Theo Diegelmann, Mittelstürmer Bernd Windhausen und Halbstürmer Himmelmann ein 3:3-Unentschieden beim Favoriten FC Bayern München. Die gute Hinrunde wurde mit dem 2:0-Auswärtserfolg am 27. Oktober 1963 (12. Spieltag) im Auswärtsspiel gegen Kickers Offenbach und dem 2:2 am 3. November (13. Spieltag) vor 17.000 Zuschauern in Fulda gegen den späteren Meister KSV Hessen Kassel fortgesetzt. In der Rückrunde rutschte die Mannschaft von Trainer Lothar Schröder aber auf den 18. Platz ab und trat damit den Weg in die 1. Amateurliga Hessen an. Himmelmann hatte 31 Spiele in der Regionalliga Süd absolviert und dabei neun Tore erzielt. Er blieb nach dem Abstieg in Fulda und kehrte nicht mehr in den Vertragsfußball zurück.

### Auswahlberufungen
Mit der Auswahlmannschaft des Hessischen Fußball-Verbandes erreichte der spielstarke und torgefährliche Angreifer in den Jahren 1960 und 1963 das Finale um den Länderpokal; beide Endspiele gingen jedoch gegen die Vertretungen des Mittelrheinischen Fußball-Verbandes und des Bayerischen Fußball-Verbandes verloren. In der Saison 1959/60, mit dem VfB Gießen rangierte Himmelmann in Hessen auf dem 10. Tabellenplatz, wurde er im April 1960 von Bundestrainer Sepp Herberger für ein Testspiel in eine DFB-Auswahl berufen. Am 27. April fand das A-Länderspiel zwischen Deutschland und Portugal in Ludwigshafen statt (2:1), einen Tag zuvor sichtete Herberger in Karlsruhe weitere Nationalmannschaftskandidaten in einem Spiel einer süddeutschen Auswahl gegen eine DFB-Auswahl (3:2). Im Rahmen dieses Testspieles kam der Amateur vom VfB Gießen in der 2. Halbzeit auf Halbrechts für Karl-Heinz Ripkens (1. FC Köln) in der DFB-Auswahl an der Seite der Angriffskollegen Carl-Heinz Rühl, Alfred Horn, Friedhelm Konietzka und Rudolf Schmidt zum Einsatz. Tage später wurde er erstmals für die Amateurnationalmannschaft nominiert. Sein Debüt gab er am 18. Mai im Olympia-Qualifikationsspiel in Helsinki gegen Finnland. Bei der 2:3-Niederlage bildete er gemeinsam mit Carl-Heinz Rühl, Gerhard Neuser, Heinz Höher und Willibert Kremer den Angriff der deutschen Mannschaft. Er erzielte für die von DFB-Trainer Georg Gawliczek betreute und von Spielführer Herbert Schäfer angeführte DFB-Elf sein erstes Länderspieltor. Acht Tage später zeichnete sich der Hesse in Saarbrücken beim 6:2-Sieg über Frankreich sogar als zweifacher Torschütze aus. Im einzigen Länderspiel im Jahre 1961 bestritt Himmelmann am 1. Juni in Oberhausen, beim 5:3-Sieg über Holland sein drittes Länderspiel. Als dem VfB Gießen 1962/63 der Titelgewinn in Hessen glückte, folgten drei weitere Einsätze. Im Mai 1963 gehörte er dem DFB-Aufgebot von Trainer Helmut Schön an, das beim „England-Turnier“ in das Finale einzog. Gegen Holland und England war er bei den jeweiligen 1:0-Erfolgen in Durham und Middlesbrough im Einsatz und führte den Debütanten Franz-Josef Hönig in das Team ein. Als er mit Borussia Fulda in der Saison 1963/64 in der Regionalliga Süd spielte, wurde er nicht für die Amateurauswahl berücksichtigt. Sein siebtes und letztes Spiel in der Amateurnationalelf bestritt Himmelmann wieder als hessischer 1. Amateurligaspieler in der Saison 1964/65, als er unter Trainer Heinz Hempel mit Borussia Fulda den vierten Rang belegte. Am 15. Mai 1965 gewannen die DFB-Amateure in Siegen mit 4:2 gegen Thailand. Der Angriff setzte sich dabei mit Himmelmann (1), Jürgen Grabowski, Dieter Zettelmaier (2), Gerhard Neuser (1) und Helmut Sandmann zusammen.

### Trainer
Jürgen Himmelmann war in der Saison 1972/73 Trainer beim SSV Dillenburg und stieg mit der Mannschaft aus der Gruppenliga in die Hessenliga auf. Nach nur 4 Spieltagen in der Hessenliga-Saison 1973/74 trat Himmelmann aus persönlichen Gründen vom Traineramt zurück.

## Erfolge
- Hessenmeister 1963 (mit dem VfB Gießen)

- Länderpokal-Finalist 1960, 1963 (mit dem Landesverband Hessen)